# Parque Sumergido de Gaiola
El Parque Sumergido de Gaiola (en italiano Parco sommerso di Gaiola) es una pequeña área marina protegida de Nápoles, en Italia. Con una superficie de 42 hectáreas de mar rodeando la Isla de la Gaiola, se extiende desde el burgo de Marechiaro a la Bahía de Trentaremi. Fue creado conjuntamente por los Ministerios de Medio Ambiente y de Cultura italianos.

## Territorio
El área se encuentra en el paisaje costero del barrio de Posillipo, a poca distancia del centro de la ciudad de Nápoles. Su peculiaridad se debe a la fusión entre elementos vulcanológicos, arqueológicos y biológicos. En el lecho marino se pueden admirar los restos de puertos, ninfeos y viveros de peces actualmente sumergidos debido al bradisismo. La mayoría de estos vestigios pertenecieron a la Villa Imperial de Pausilypon (siglo I a. C.).
El Parque tiene también una notable importancia biológica: la extrema complejidad geomorfológica de sus fondos y la vitalidad de sus aguas, garantizada por el favorable sistema de circulación de las aguas costeras, han permitido la presencia, en pocas hectáreas, de numerosas comunidades biológicas marinas típicas del Mediterráneo.

## Actividades
El área marina protegida es visitable mediante visitas guiadas con un barco dotado de visión submarina o itinerarios de buceo. El centro de visitantes está ubicado en el Centro de Investigación y Divulgación científica del Parque, donde se llevan a cabo actividades didáctico-educativas para las escuelas y actividades formativas. El centro de visitantes está abierto todos los días excepto los lunes, desde las 10 a las 16 (horario invernal: 10-14).